# Studencki Magazyn „Suplement”
Trwa dyskusja nad usunięciem tego artykułu, kliknij i weź w niej udział.
Studencki Magazyn „Suplement” – bezpłatny kwartalnik akademicki tworzony przez studentów Uniwersytetu Śląskiego w Katowicach od 2003 roku. Magazyn dociera do niemal 30 000 studentów kształcących się na 8 wydziałach UŚ. Wydawany w nakładzie 1000 egzemplarzy, a także dostępny online na platformie ISSUU.

## Historia
Magazyn powstał jako projekt koła naukowego, zainicjowany w związku z brakiem typowo studenckiego pisma na Uniwersytecie Śląskim. Początkowo wydania tworzono bez stałej siedziby — często w salach uczelnianych, dzięki wsparciu opiekunów naukowych i samorządów studenckich. Obecnie pracę redakcji nadzoruje Centrum Komunikacji Medialnej UŚ.
Na przełomie 2023 i 2024 roku druk papierowej wersji magazynu został zawieszony z powodu braku finansowania, jednak po interwencji redakcji został wznowiony.

## Poruszane tematy i dostępność
Magazyn publikuje artykuły o życiu akademickim, wydarzeniach na Śląsku, kulturze, edukacji, karierze, stylu życia, a także wywiady i recenzje. Dostępny jest zarówno w wersji elektronicznej, jak i fizycznej na wydziałach UŚ, w CINIB-ie czy rektoracie.

## Zespół redakcyjny
Zespół redakcyjny tworzą studentki i studenci różnych kierunków – najczęściej dziennikarstwa i filologii polskiej. Funkcjonuje w modelu demokratycznym, z dużym naciskiem na samodzielność autorów. Rekrutacja prowadzona jest zwykle raz w roku, na początku semestru zimowego.

## Redaktor naczelny
Od czerwca 2023 roku redaktorem naczelnym magazynu jest Dawid Hornik, absolwent kulturoznawstwa i kultury mediów, który zaczął współpracę z redakcją w 2019 roku.
Pierwszym redaktorem naczelnym magazynu był Maciej Leśnik (2003–2005). Funkcje tę pełnili jeszcze Olga Filipowska, Ewa Walewska, Katarzyna Wylon, Małgorzata Krupa, Joanna Grzonka, Jakub Jurkiewicz, Martyna Korpusik (Gwóźdź) (2016–2019), Robert Jakubczak (2019–2023).

## Aktywność
Poza wersją drukowaną od kilku lat prowadzony jest także blog, na którym członkowie redakcji mogą publikować swoje artykuły oraz poezję. Redaktorzy biorą udział w różnych wydarzeniach kulturalnych, z których następnie przygotowują relacje na social media. W kwietniu 2025 roku „Suplement” wziął udział w I Ogólnopolskiej Konferencji Media Komunikacja Innowacja organizowanej przez Uniwersytet Rzeszowski, gdzie przeprowadził warsztaty pt. „Od pomysłu do publikacji – jak tworzyć angażujące treści w mediach studenckich?”.